# Redoute Grotendorst
Redoute Grotendorst is een redoute ten zuiden van Aardenburg, die in 1604 werd aangelegd door de Staatsen, welke deze stad in hetzelfde jaar hadden veroverd.
De ver naar het zuiden vooruitgeschoven redoute sluit aan op de wallen van Aardenburg en is nog altijd goed in het landschap te vinden. Ze maakt deel uit van de Staats-Spaanse Linies.